# Jevgenia Koelikovskaja
Jevgenia Koelikovskaja (Russisch: Евгения Куликовская) (Moskou, 21 december 1978) is een voormalig professioneel tennisspeelster uit Rusland. Koelikovskaja begon met tennis toen zij zeven jaar oud was. Haar favoriete ondergronden zijn tapijt en hardcourt.
Koelikovskaja heeft een opvallende speelstijl: door de gelijkwaardigheid van haar handen speelt zij met twee forehands en zonder backhand. Zij geeft het racket van de ene hand naar de andere over, afhankelijk van de bal die op haar afkomt.

## Loopbaan

### Enkelspel
Koelikovskaja won in de loop van haar tenniscarrière negen ITF-titels. Op de WTA-tour slaagde zij er niet in ooit de finale te bereiken.
Haar beste resultaat op de grandslamtoernooien is het bereiken van de tweede ronde. Haar hoogste positie op de WTA-ranglijst is de 91e plaats, die zij bereikte in juni 2003.

### Dubbelspel
In het dubbelspel floreerde Koelikovskaja aanmerkelijk beter. Behalve twaalf ITF-titels won zij ook vier WTA-toernooien. Daarnaast speelde zij zes WTA-finales zonder te winnen.
Haar beste resultaat op de grandslamtoernooien is het bereiken van de derde ronde. Haar hoogste positie op de WTA-ranglijst is de 46e plaats, die zij bereikte in maart 2003.

## Posities op deWTA-ranglijst
Positie per einde seizoen:
| jaar | rang enkelspel | rang dubbelspel |
| ---- | -------------- | --------------- |
| 1993 | 932            | 565             |
| 1994 | 494            | 290             |
| 1995 | 327            | 281             |
| 1996 | 224            | 260             |
| 1997 | 139            | 130             |
| 1998 | 100            | 129             |
| 1999 | 197            | 92              |
| 2000 | 301            | 130             |
| 2001 | 136            | 213             |
| 2002 | 112            | 69              |
| 2003 | 164            | 68              |
| 2004 | 814            | 260             |

## Palmares
| Legenda                | Legenda                  |
| ---------------------- | ------------------------ |
| Grandslamtoernooi      |                          |
| Olympische Spelen      |                          |
| Year-End Championships |                          |
| tot 2009               | 2009 – 2020 / vanaf 2021 |
| Tier I                 | Premier Mandatory        |
| Tier II                | Premier Five / WTA 1000  |
| Tier III               | Premier / WTA 500        |
| Tier IV & V            | International / WTA 250  |
|                        | Challenger / WTA 125     |

### WTA-finaleplaatsen vrouwendubbelspel
| nr.              | datum      | toernooi         | ondergrond | partner             | tegenstandsters                              | score         |         |
| ---------------- | ---------- | ---------------- | ---------- | ------------------- | -------------------------------------------- | ------------- | ------- |
| gewonnen finales |            |                  |            |                     |                                              |               |         |
| 1.               | 1999-04-25 | WTA Boedapest    | gravel     | Sandra Načuk        | Laura Montalvo Virginia Ruano Pascual        | 6-3, 6-4      | details |
| 2.               | 1999-06-13 | WTA Tasjkent     | hardcourt  | Patricia Wartusch   | Eva Bes Gisela Riera                         | 7-6, 6-0      | details |
| 3.               | 2002-07-14 | WTA Palermo      | gravel     | Jekaterina Sysojeva | Ljoebomira Batsjeva Angelika Rösch           | 6-4, 6-3      | details |
| 4.               | 2003-08-10 | WTA Helsinki     | gravel     | Olena Tatarkova     | Tetjana Perebyjnis Silvija Talaja            | 6-2, 6-4      | details |
| verloren finales |            |                  |            |                     |                                              |               |         |
| 1.               | 1998-04-19 | WTA Makarska     | gravel     | Karin Kschwendt     | Tina Križan Katarina Srebotnik               | 6-7, 1-6      | details |
| 2.               | 1999-08-08 | WTA Knokke-Heist | gravel     | Sandra Načuk        | Eva Martincová Elena Wagner                  | 6-3, 3-6, 3-6 | details |
| 3.               | 1999-11-21 | WTA Pattaya      | hardcourt  | Patricia Wartusch   | Åsa Carlsson Émilie Loit                     | 1-6, 4-6      | details |
| 4.               | 2002-05-12 | WTA Warschau     | gravel     | Silvija Talaja      | Jelena Kostanić Henrieta Nagyová             | 1-6, 1-6      | details |
| 5.               | 2002-07-27 | WTA Sopot        | gravel     | Jekaterina Sysojeva | Svetlana Koeznetsova Arantxa Sánchez Vicario | 2-6, 2-6      | details |
| 6.               | 2003-02-08 | WTA Haiderabad   | hardcourt  | Tatjana Poetsjek    | Jelena Lichovtseva Iroda Tulyaganova         | 4-6, 4-6      | details |

## Resultaten grandslamtoernooien
| Legenda | Legenda                          |
| ------- | -------------------------------- |
| g.t.    | geen toernooi gehouden           |
| l.c.    | lagere categorie                 |
| –       | niet deelgenomen                 |
| G       | uitgeschakeld in de groepsfase   |
| 1R      | uitgeschakeld in de eerste ronde |
| 2R      | uitgeschakeld in de tweede ronde |
| 3R      | uitgeschakeld in de derde ronde  |
| 4R      | uitgeschakeld in de vierde ronde |
| KF      | uitgeschakeld in de kwartfinale  |
| HF      | uitgeschakeld in de halve finale |
| F       | de finale verloren               |
| W       | het toernooi gewonnen            |
| w-v     | winst/verlies-balans             |

### Enkelspel
| Australian Open | –  | –  | –  | 1R |
| Roland Garros   | –  | 1R | –  | 2R |
| Wimbledon       | –  | 1R | –  | 1R |
| US Open         | 2R | –  | 2R | –  |

### Vrouwendubbelspel
| Toernooi        | 1998 | 1999 | 2000 |    | 2002 | 2003 | 2004 |
| --------------- | ---- | ---- | ---- | -- | ---- | ---- | ---- |
| Australian Open | –    | –    | –    | –  | 1R   | 1R   |      |
| Roland Garros   | –    | 1R   | 1R   | –  | 1R   | 1R   |      |
| Wimbledon       | –    | –    | 1R   | –  | 2R   | 1R   |      |
| US Open         | 1R   | –    | –    | 3R | 1R   | –    |      |

### Gemengd dubbelspel
| Toernooi        | 2003 |
| --------------- | ---- |
| Australian Open | –    |
| Roland Garros   | –    |
| Wimbledon       | 1R   |
| US Open         | –    |